# Free Solo
Free Solo is een documentaire uit 2018 van regisseurs Elizabeth Chai Vasarhelyi en Jimmy Chin.
Op 3 juni 2017 klom Alex Honnold in een vrije klim (zonder zekering) alleen in 3 uur en 57 minuten naar de top van El Capitan, een 900 meter hoge granieten bergwand in het Yosemite National Park, die in de Amerikaanse staat Californië ligt. El Capitan is onder klimmers beroemd om zijn zeer moeilijke klimroutes.

## Trivia
- De film won zowel de BAFTA als de Oscar voor beste documentaire.
- Regisseur Jimmy Chin is naast fotograaf voor National Geographic ook een professioneel skiër en klimmer.